# Grand Prix Saúdské Arábie 2023
Grand Prix Saúdské Arábie 2023 (oficiálně Formula 1 STC Saudi Arabian Grand Prix 2023) se jela na okruhu Jeddah Corniche Circuit v Džiddahu v Saúdské Arábii dne 19. března 2023. Závod byl druhým v pořadí v sezóně 2023 šampionátu Formule 1.

## Pozadí

### Pořadí šampionátu před závodem
Do víkendu vstupoval Max Verstappen v čele mistrovství světa jezdců s 25 body, 7 bodů od svého týmového kolegy Sergia Péreze na druhém místě a 10 bodů od Fernanda Alonsa na třetím místě. V šampionátu konstruktérů vedl tým Red Bull Racing o 10 bodů před Aston Martinem a Mercedesem o 27 bodů.

### Pneumatiky
Dodavatel pneumatik Pirelli přivezl na závod směsi pneumatik C2, C3 a C4 (označené jako tvrdé, střední a měkké), které mohly týmy používat.

## Kvalifikace
Kvalifikace se uskutečnila 18. března 2023 ve 20:00 místního času (UTC+3).
Max Verstappen byl nejrychlejší v prvním segmentu, ale problémy s jeho vozem ho po druhém segmentu vyřadily ze hry. Byl klasifikován na patnáctém místě; jeho týmový kolega Sergio Pérez byl nejrychlejším jezdcem ve druhém i třetím segmentu, čímž získal svou druhou pole position v kariéře. Fernando Alonso z týmu Aston Martin byl klasifikován jako druhý poté, co Charles Leclerc, který byl klasifikován jako druhý, dostal kvůli novým součástkám motoru penalizaci v podobě deseti míst.
| Poř.                        | Č. | Jezdec           | Konstruktér                  | Časy v kvalifikaci | Časy v kvalifikaci | Časy v kvalifikaci | Pořadí na startu |
| Poř.                        | Č. | Jezdec           | Konstruktér                  | Q1                 | Q2                 | Q3                 | Pořadí na startu |
| --------------------------- | -- | ---------------- | ---------------------------- | ------------------ | ------------------ | ------------------ | ---------------- |
| 1                           | 11 | Sergio Pérez     | Red Bull Racing-Honda RBPT   | 1:29.244           | 1:28.635           | 1:28.265           | 1                |
| 2                           | 16 | Charles Leclerc  | Ferrari                      | 1:29.376           | 1:28.903           | 1:28.420           | 12               |
| 3                           | 14 | Fernando Alonso  | Aston Martin Aramco-Mercedes | 1:29.298           | 1:28.757           | 1:28.730           | 2                |
| 4                           | 63 | George Russell   | Mercedes                     | 1:29.592           | 1:29.132           | 1:28.857           | 3                |
| 5                           | 55 | Carlos Sainz Jr. | Ferrari                      | 1:29.411           | 1:28.957           | 1:28.931           | 4                |
| 6                           | 18 | Lance Stroll     | Aston Martin Aramco-Mercedes | 1:29.335           | 1:28.962           | 1:28.945           | 5                |
| 7                           | 31 | Esteban Ocon     | Alpine-Renault               | 1:29.707           | 1:29.255           | 1:29.078           | 6                |
| 8                           | 44 | Lewis Hamilton   | Mercedes                     | 1:29.689           | 1:29.374           | 1:29.223           | 7                |
| 9                           | 81 | Oscar Piastri    | McLaren-Mercedes             | 1:29.706           | 1:29.378           | 1:29.243           | 8                |
| 10                          | 10 | Pierre Gasly     | Alpine-Renault               | 1:29.890           | 1:29.411           | 1:29.357           | 9                |
| 11                          | 27 | Nico Hülkenberg  | Haas-Ferrari                 | 1:29.547           | 1:29.451           |                    | 10               |
| 12                          | 24 | Čou Kuan-jü      | Alfa Romeo-Ferrari           | 1:29.654           | 1:29.461           |                    | 11               |
| 13                          | 20 | Kevin Magnussen  | Haas-Ferrari                 | 1:29.744           | 1:29.634           |                    | 13               |
| 14                          | 77 | Valtteri Bottas  | Alfa Romeo-Ferrari           | 1:29.929           | 1:29.668           |                    | 14               |
| 15                          | 1  | Max Verstappen   | Red Bull Racing-Honda RBPT   | 1:28.761           | 1:49.953           |                    | 15               |
| 16                          | 22 | Júki Cunoda      | AlphaTauri-Honda RBPT        | 1:29.939           |                    |                    | 16               |
| 17                          | 23 | Alexander Albon  | Williams-Mercedes            | 1:29.994           |                    |                    | 17               |
| 18                          | 21 | Nyck de Vries    | AlphaTauri-Honda RBPT        | 1:30.244           |                    |                    | 18               |
| 19                          | 4  | Lando Norris     | McLaren-Mercedes             | 1:30.447           |                    |                    | 19               |
| 107 % času vítěze: 1:34.974 |    |                  |                              |                    |                    |                    |                  |
| —                           | 2  | Logan Sargeant   | Williams-Mercedes            | 2:08.510           |                    |                    | 20               |
| Zdroj:                      |    |                  |                              |                    |                    |                    |                  |

Poznámky
1. ↑  Charles Leclerc obdržel penalizaci v podobě deseti míst za překročení kvóty prvků řídicí elektroniky.
2. ↑  Loganu Sargeantovi se nepodařilo stanovit čas v rámci požadavku 107 %. Na základě rozhodnutí stewardů mu bylo povoleno závodit..

## Závod

### Zpráva ze závodu
Po zahřívacím kole se Alonso postavil na špatnou startovní pozici na roštu, což mu vyneslo pětisekundovou penalizaci. Trest si odpykal při plánované zastávce v boxech. Alonso vedl první tři kola závodu, brzy ho předjel Pérez a ujal se vedení v závodě. V 16. kole Stroll odstoupil kvůli poruše motoru a vyjel safety car. Brzy po restartu se Verstappen, který startoval z patnáctého místa, probojoval závodním polem a nakonec se dostal na druhé místo za Péreze, který si vedení udržel až do posledního kola. Albon odstoupil ve 27. kole kvůli problémům s brzdami. Alonso se díky třetímu místu stal šestým jezdcem, který ve své kariéře ve Formuli 1 získal 100 pódií.

### Po skončení závodu
Po závodě byl Alonso dále potrestán za to, že při zastávce v boxech nedodržel správně první trest. Desetisekundová penalizace by ho odsunula na čtvrté místo za Russella, ale Aston Martin se proti ní odvolal, takže Alonso si udržel třetí pozici. Alonso kritizoval FIA za opožděnou reakci, protože byl o svém trestu informován až po oslavách pódia; Russell kritizoval tresty jako „příliš extrémní“. FIA má záležitost dále prošetřit před australským podnikem šampionátu.

### Klasifikace závodu
| Poř.                                                                                 | No. | Jezdec           | Konstruktér                  | Počet kol | Čas/Odstoupení | Start | Body |
| ------------------------------------------------------------------------------------ | --- | ---------------- | ---------------------------- | --------- | -------------- | ----- | ---- |
| 1                                                                                    | 11  | Sergio Pérez     | Red Bull Racing-Honda RBPT   | 50        | 1:21:14.894    | 1     | 25   |
| 2                                                                                    | 1   | Max Verstappen   | Red Bull Racing-Honda RBPT   | 50        | +5.355         | 15    | 19   |
| 3                                                                                    | 14  | Fernando Alonso  | Aston Martin Aramco-Mercedes | 50        | +20.728        | 2     | 15   |
| 4                                                                                    | 63  | George Russell   | Mercedes                     | 50        | +25.866        | 3     | 12   |
| 5                                                                                    | 44  | Lewis Hamilton   | Mercedes                     | 50        | +31.065        | 7     | 10   |
| 6                                                                                    | 55  | Carlos Sainz Jr. | Ferrari                      | 50        | +35.876        | 4     | 8    |
| 7                                                                                    | 16  | Charles Leclerc  | Ferrari                      | 50        | +43.162        | 12    | 6    |
| 8                                                                                    | 31  | Esteban Ocon     | Alpine-Renault               | 50        | +52.832        | 6     | 4    |
| 9                                                                                    | 10  | Pierre Gasly     | Alpine-Renault               | 50        | +54.747        | 9     | 2    |
| 10                                                                                   | 20  | Kevin Magnussen  | Haas-Ferrari                 | 50        | +1:04.826      | 13    | 1    |
| 11                                                                                   | 22  | Júki Cunoda      | AlphaTauri-Honda RBPT        | 50        | +1:07.494      | 16    |      |
| 12                                                                                   | 27  | Nico Hülkenberg  | Haas-Ferrari                 | 50        | +1:10.588      | 10    |      |
| 13                                                                                   | 24  | Čou Kuan-jü      | Alfa Romeo-Ferrari           | 50        | +1:16.060      | 11    |      |
| 14                                                                                   | 21  | Nyck de Vries    | AlphaTauri-Honda RBPT        | 50        | +1:17.478      | 18    |      |
| 15                                                                                   | 81  | Oscar Piastri    | McLaren-Mercedes             | 50        | +1:25.021      | 8     |      |
| 16                                                                                   | 2   | Logan Sargeant   | Williams-Mercedes            | 50        | +1:26.293      | 20    |      |
| 17                                                                                   | 4   | Lando Norris     | McLaren-Mercedes             | 50        | +1:26.445      | 19    |      |
| 18                                                                                   | 77  | Valtteri Bottas  | Alfa Romeo-Ferrari           | 49        | +1 kolo        | 14    |      |
| Ret                                                                                  | 23  | Alexander Albon  | Williams-Mercedes            | 27        | Brzdy          | 17    |      |
| Ret                                                                                  | 18  | Lance Stroll     | Aston Martin Aramco-Mercedes | 16        | Motor          | 5     |      |
| Nejrychlejší kolo: Max Verstappen (Red Bull Racing-Honda RBPT) – 1:31.906 (50. kolo) |     |                  |                              |           |                |       |      |
| Zdroj:                                                                               |     |                  |                              |           |                |       |      |

Poznámky
1. ↑  Bod navíc za nejrychlejší kolo.

## Průběžné pořadí po závodě
|        | Pořadí | Jezdec           | Body |
| ------ | ------ | ---------------- | ---- |
|        | 1      | Max Verstappen   | 44   |
|        | 2      | Sergio Pérez     | 43   |
|        | 3      | Fernando Alonso  | 30   |
|        | 4      | Carlos Sainz Jr. | 20   |
|        | 5      | Lewis Hamilton   | 20   |
| Zdroj: |        |                  |      |

|        | Pořadí | Konstruktér                  | Body |
| ------ | ------ | ---------------------------- | ---- |
|        | 1      | Red Bull Racing-Honda RBPT   | 87   |
|        | 2      | Aston Martin Aramco-Mercedes | 38   |
|        | 3      | Mercedes                     | 38   |
|        | 4      | Ferrari                      | 26   |
| 1      | 5      | Alpine-Renault               | 8    |
| Zdroj: |        |                              |      |